# Xã Strong, Quận Chase, Kansas
Xã Strong (tiếng Anh: Strong Township) là một xã thuộc quận Chase, tiểu bang Kansas, Hoa Kỳ. Năm 2010, dân số của xã này là 634 người.